# Oleg Tjoerin
Oleg Grigorjevitsj Tjoerin (Russisch: Олег Григорьевич Тюрин) (Sinjavino (oblast Leningrad), 29 juni 1937 – Sint-Petersburg, 3 maart 2010) was een Sovjet roeier. Tjoerin was afkomstig uit de oblast Leningrad. Hij nam voor de Sovjet-Unie in 1964 deel aan de Olympische Spelen en won er met Boris Doebrovski de gouden medaille in de dubbel-twee-roeiwedstrijd.
Na zijn sportieve loopbaan ging hij werken als coach in Sint-Petersburg.

## Titels
- Olympisch kampioen dubbel-twee - 1964
- Europees kampioen dubbel-twee - 1964
- Sovjet kampioen dubbel-twee - 1963, 1964, 1965, 1967

## Palmares

### roeien (dubbel-twee)
- 1962:  WK
- 1963:  EK
- 1964:  EK
- 1964:  OS - 7.10,66
- 1965:  EK

1904: John Mulcahy & William Varley ·
1920: Paul Costello & John B. Kelly, Sr. ·
1924: Paul Costello & John B. Kelly, Sr. ·
1928: Paul Costello & Charles McIlvaine ·
1932: Kenneth Myers & Garrett Gilmore ·
1936: Jack Beresford & Leslie Southwood ·
1948: Richard Burnell & Bert Bushnell ·
1952: Tranquilo Cappozzo & Eduardo Guerrero ·
1956: Aleksandr Berkoetov & Joeri Tjoekalov ·
1960: Václav Kozák & Pavel Schmidt ·
1964: Oleg Tjoerin & Boris Doebrovsky ·
1968: Anatoli Sass & Aleksandr Timosjinin ·
1972: Aleksandr Timosjinin & Gennadi Korsjikov ·
1976: Frank Hansen & Alf Hansen ·
1980: Joachim Dreifke & Klaus Kröppelien ·
1984: Bradley Lewis & Paul Enquist ·
1988: Nico Rienks & Ronald Florijn ·
1992: Stephen Hawkins & Peter Antonie ·
1996: Agostino Abbagnale & Davide Tizzano ·
2000: Luka Špik & Iztok Čop ·
2004: Sébastien Vieilledent & Adrien Hardy ·
2008: David Crawshay & Scott Brennan ·
2012: Nathan Cohen & Joseph Sullivan  ·
2016: Martin Sinković & Valent Sinković ·
2020: Hugo Boucheron & Matthieu Androdias  ·
2024: Andrei Cornea & Marian Enache